# Daniel Iglesias Gago
Daniel "Dani" Iglesias Gago (Santiago de Compostel·la, 17 de juliol de 1995) és un futbolista professional gallec que juga com a davanter pel club croat NK Istra 1961, cedit pel Deportivo Alavés.

## Carrera de club
Iglesias es va formar al planter del Deportivo de La Coruña. Va debutar com a sènior amb el Deportivo de La Coruña B, a la tercera divisió.
Iglesias va debutar oficialment amb el primer equip gallec el 24 d'agost de 2013, jugant els darrers 13 minuts en una derrota per 0–1 a casa contra el Córdoba CF a la segona divisió. El 31 de juliol de 2015 va rescindir el seu contracte amb el Depor tot i que tenia l'opció de renovar fins al 2018, i va signar un contracte de quatre anys amb el Deportivo Alavés l'11 d'agost.
L'1 de setembre de 2015 Iglesias fou cedit al CD Guadalajara, per disputar la segona divisió 2015-16.